# Novocheboksarsk

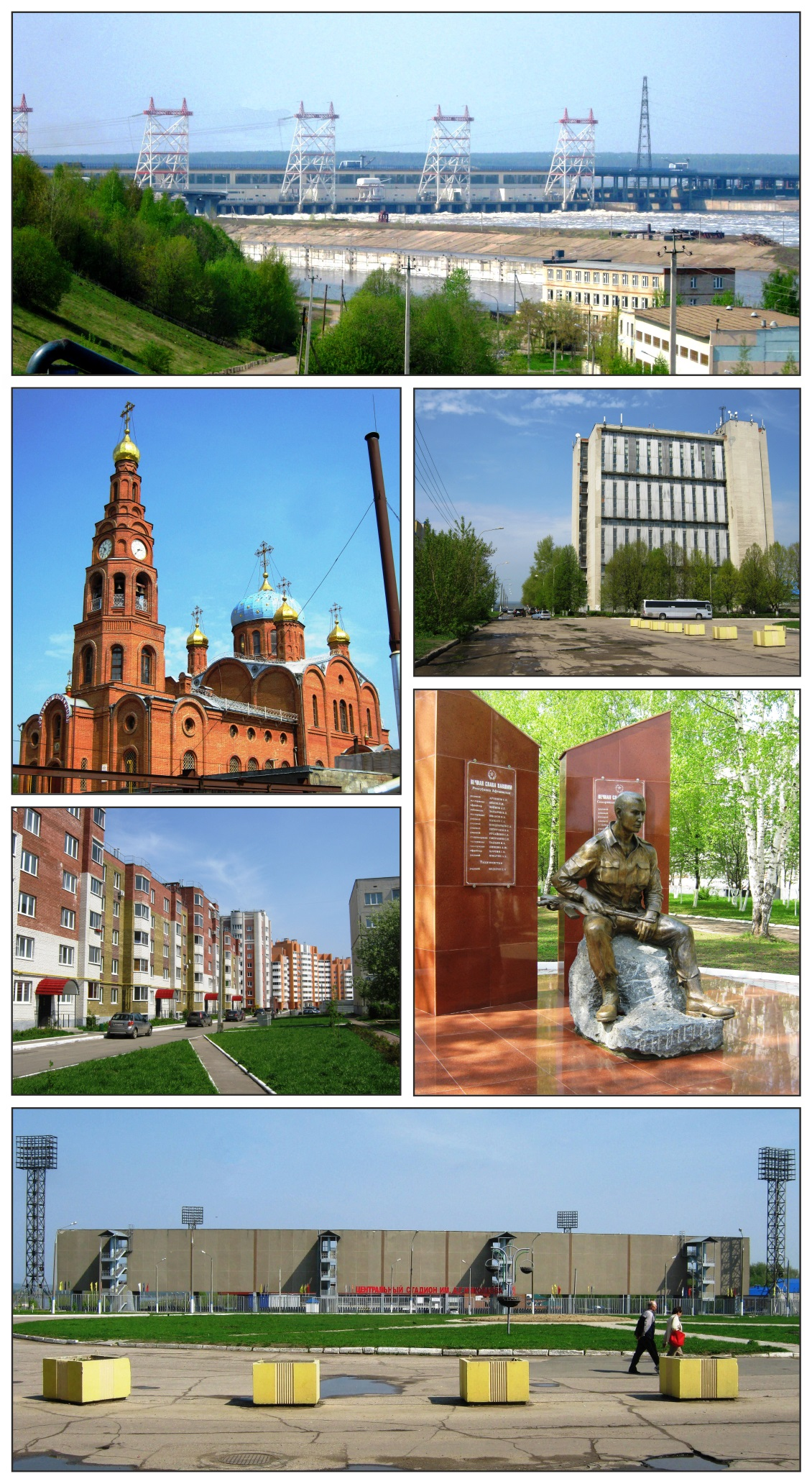
Novocheboksarsk

Novocheboksarsk (tiếng Nga: Новочебоксарск, tiếng Chuvash: Ҫӗнӗ Шупашкар, Śĕnĕ Şupaşkar) là một thành phố Nga. Thành phố này thuộc chủ thể Cộng hòa Chuvash. Dân số: 124,097 (Điều tra dân số 2010); 125,857 (Điều tra dân số 2002); 114,760 (Điều tra dân số năm 1989).

## Thành phố kết nghĩa
- Klimovsk, Nga
- Sterlitamak, Nga
- Žatec, Cộng hòa Séc